# Romone
Romone est un prénom masculin apparenté au prénom Raymond et pouvant désigner :

## Prénom
- Romone McCrae (en) (né en 1991), joueur anglais de football
- Romone Rose (en) (né en 1990), joueur anglais de football
- Romone Saunders (es) (né en 1995), joueur américain de basket-ball

## Référence
1. ↑  (en) Romone - babynology.com